# Rasa TI
| TI ist das Kürzel für den Kanton Tessin in der Schweiz. Es wird verwendet, um Verwechslungen mit anderen Einträgen des Namens Rasa zu vermeiden. |

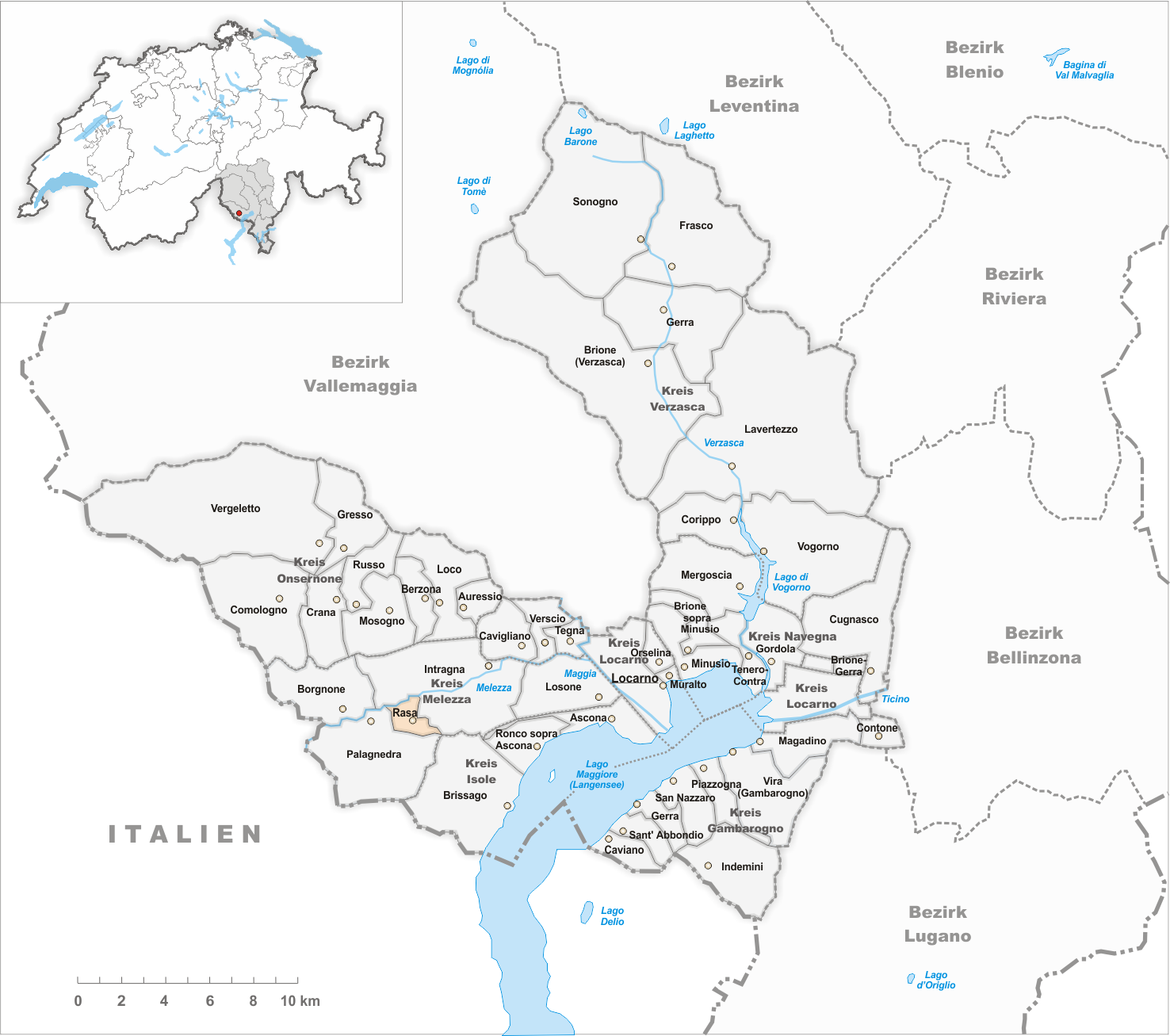
Gemeindestand vor der Fusion am 1. Januar 1972

Rasa ist ein kleines Bergdorf im Centovalli, das zur 2009 gebildeten Tessiner Gemeinde Centovalli gehört.

## Geographie
Das autofreie Dorf liegt auf einer Terrasse am Südhang des Centovalli, circa 900 m ü. M. Im Dorf leben heute ganzjährig um die zehn Einwohner. Das ehemalige Bergbauerndorf ist heute dank seiner weiten Aussicht bis in die Walliseralpen und der 1957 eingerichteten Erschliessung mit der Seilbahn von der Haltestelle Verdasio der Centovallibahn her in erster Linie ein Ferienort und ein beliebtes Ausflugsziel für Wanderer. Zu Fuss ist der Ort von Palagnedra, von Intragna über die Römerbrücke, von Corcapolo über die Brücke von Salmina sowie von Ronco sopra Ascona über den Berggrat erreichbar.

## Geschichte

### Die Anfänge in Terra Vecchia

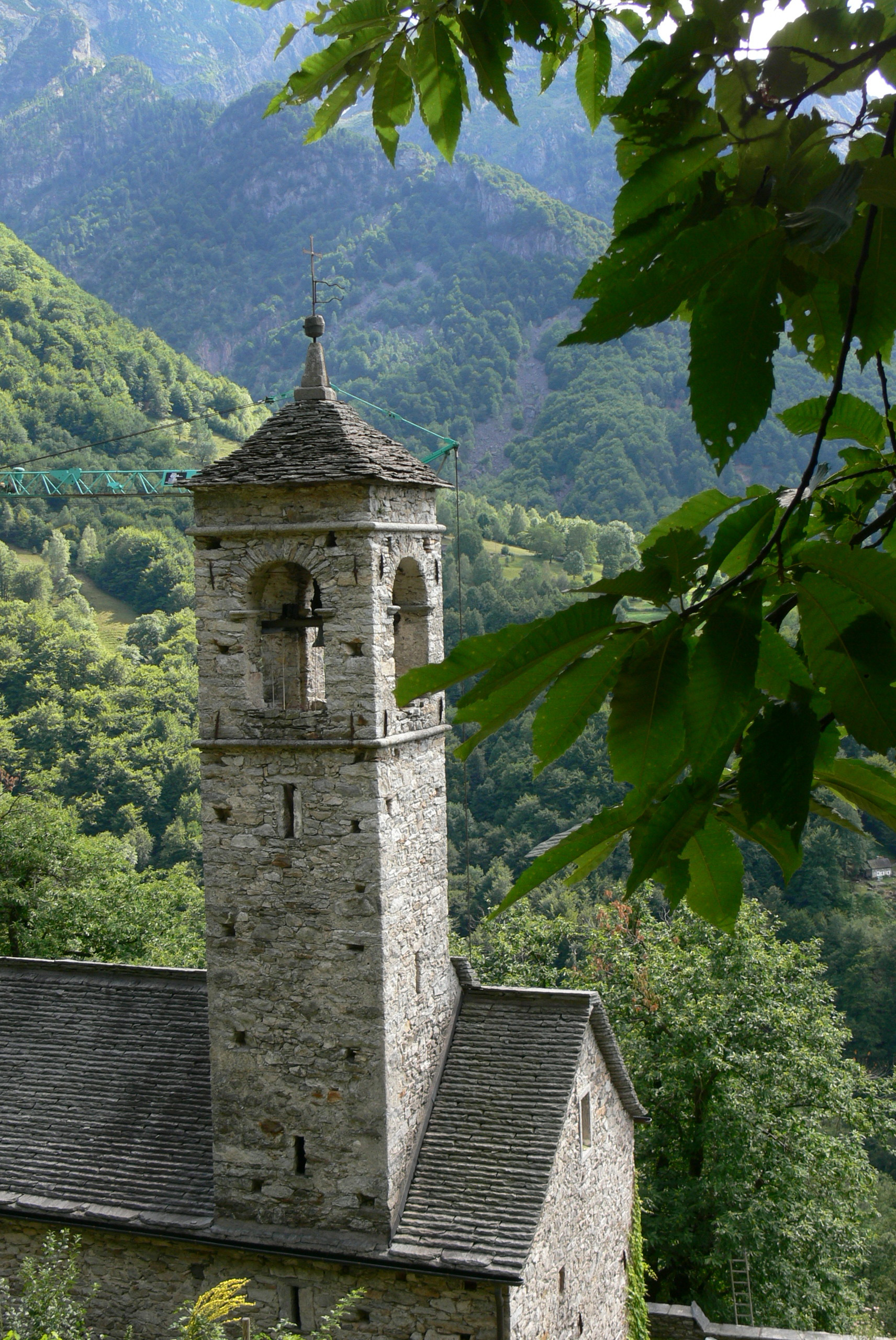
Madonna della Neve in Terra Vecchia

Rasa lag zuerst an dem heute Terra Vecchia genannten Ort, am Fussweg vom heutigen Rasa nach Bordei und Palagnedra. Kirchlich und zivilrechtlich gehörte der Ort zu Palagnedra. Am 25. Juni 1615 wurde in Terra Vecchia die der Madonna della Neve geweihte einschiffige Kirche (12 × 6 m) mit Holzdecke eingeweiht. 1636 gab die kirchliche Obrigkeit die Erlaubnis, Tote im Kirchlein beizusetzen, die bis anhin in Palagnedra beerdigt werden mussten. 1643 wurden das damalige Rasa und seine Fraktionen zu einer selbständigen Pfarrei erhoben. In der zweiten Hälfte des 17. Jahrhunderts zählte diese etwa 200 Seelen, hundert Jahre später allerdings nur noch 110.

### Rasa

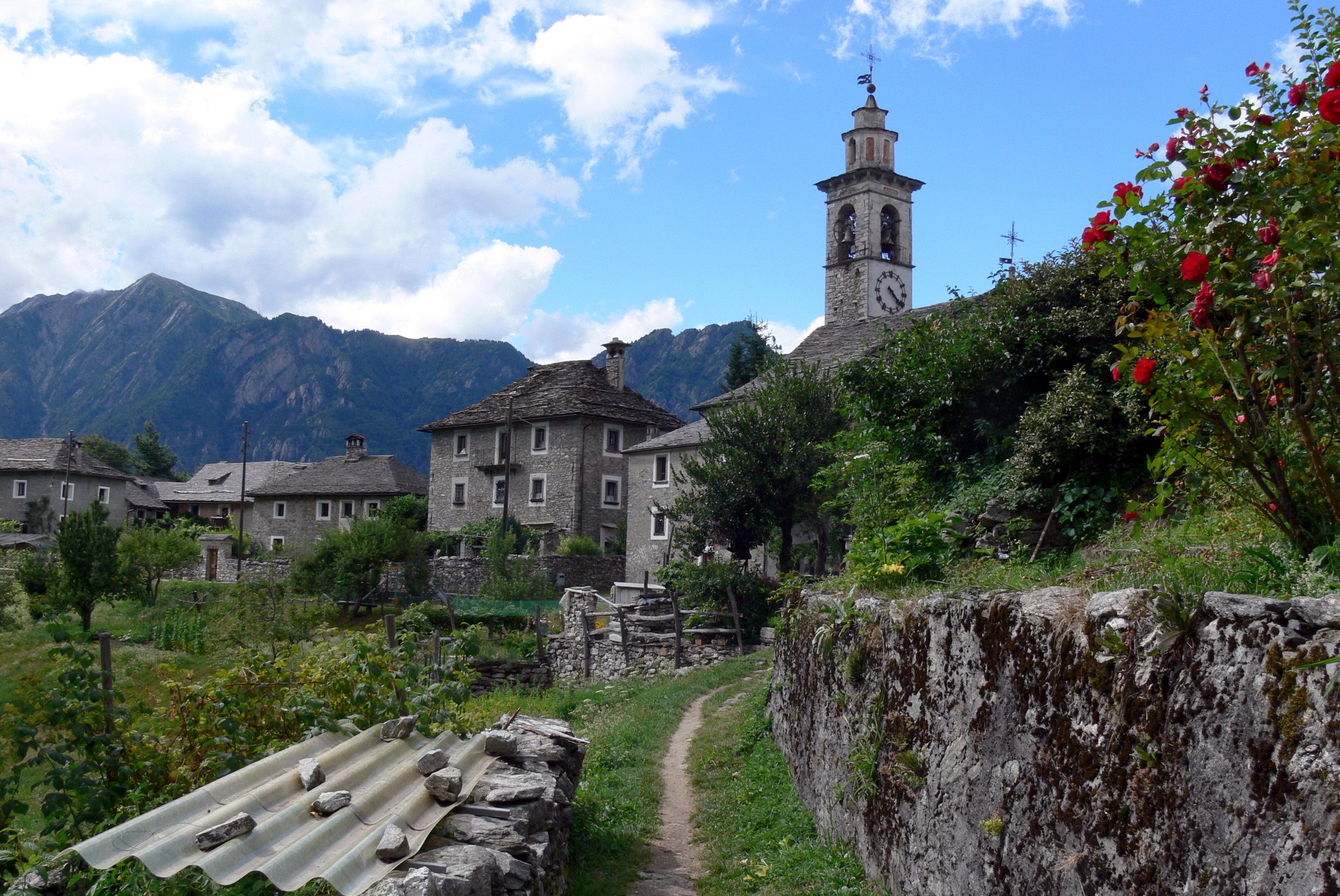
Ortsansicht

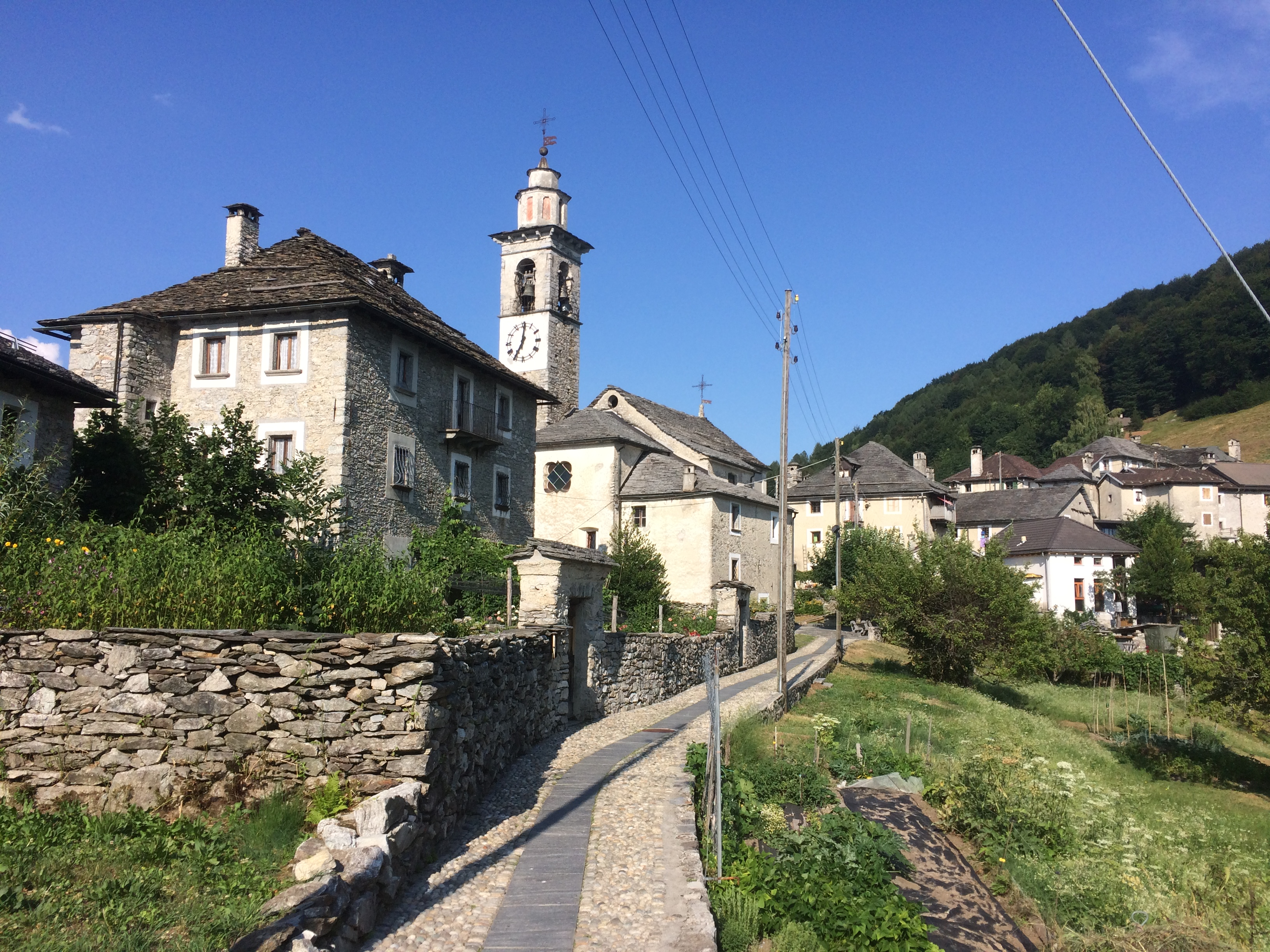
Ortsansicht

Rasa, historisches Luftbild von Werner Friedli (1953)

Der Ort Rasa wurde um 1700 gegründet, als die Bewohner vom tiefergelegenen heutigen Terra Vecchia auf die höher gelegene, grössere Terrasse umzogen, die zuvor den Namen Digessio trug. 1753 wurde in Rasa die Kirche Sant’Anna gebaut.
Im Jahr 1864 spaltete sich Rasa von der Gemeinde Palagnedra ab und wurde eine selbständige politische Gemeinde. Die kommunale Selbständigkeit endete am 1. Januar 1972 mit der Eingliederung in die Gemeinde Intragna, die ihrerseits im Oktober 2009 ein Teil der Gemeinde Centovalli wurde. Rasa und Palagnedra bilden aber nach wie vor zusammen eine eigenständige Bürgergemeinde.

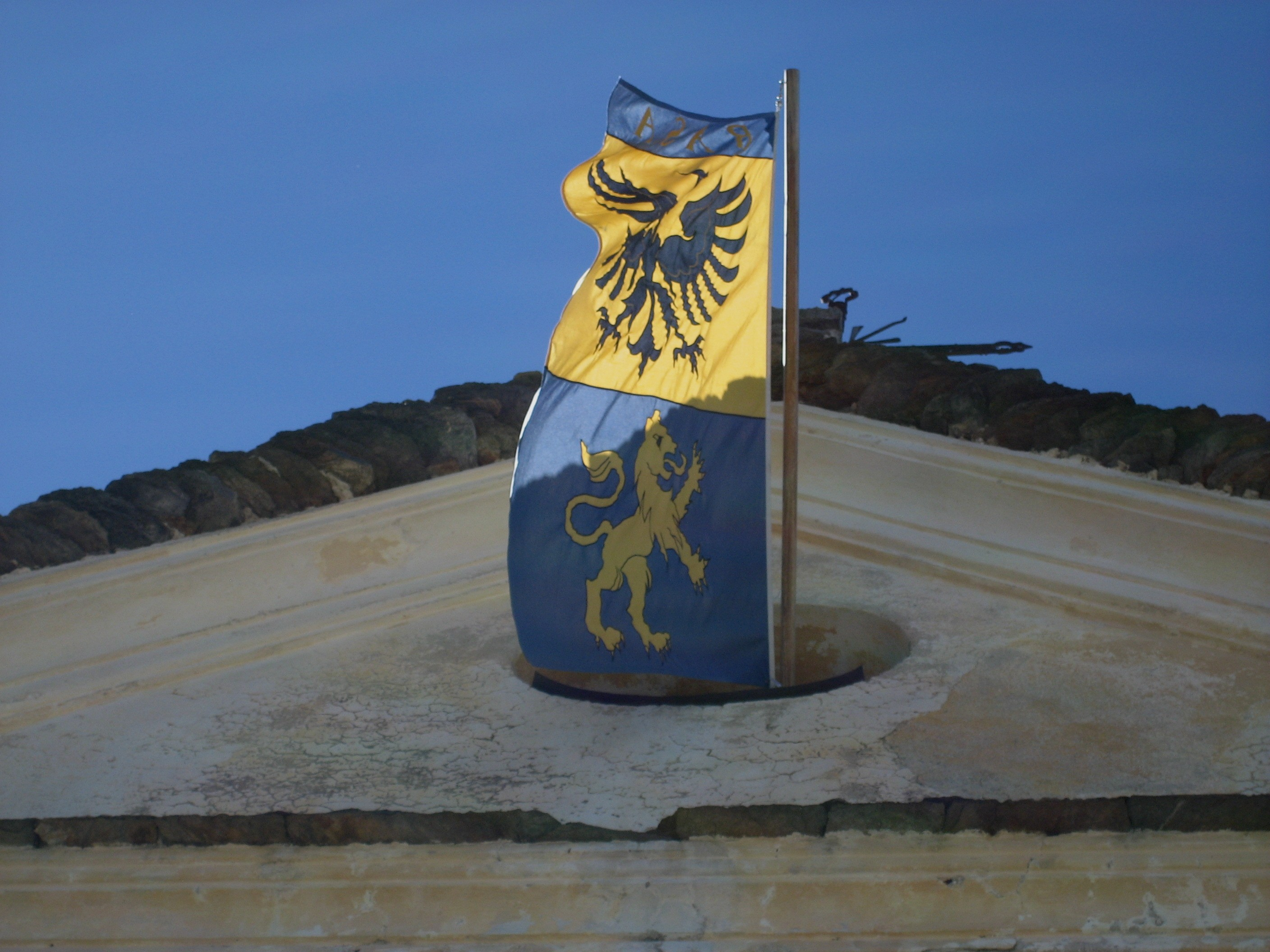
Rasa-Fahne an der Kirche (Juli 2009)

Die als Baumaterial für das Dorf verwendeten Steine fanden die Bewohner im Überfluss im Boden, auf den Feldern und in den Wäldern. Kalk wurde von Bordei oder vom Monte di Remo eine Stunde Weges auf dem Rücken hinaufgetragen. Die Felsplatten für die Dächer (piode) mussten aus Termine hergetragen werden, 40–50 kg pro Ladung. Auch die steinernen Stufen wurden weit weg vom Dorf gehauen und zu zweit auf den Schultern hergetragen.
Anfang des 18. Jahrhunderts, vielleicht schon früher, hatte Rasa eine eigene Schule. Nach dem Bau der Kirche wurde sie über der Sakristei eingerichtet, bis zur endgültigen Schliessung im Jahr 1950 im Pfarrhaus neben der Kirche. 1930 wurden noch 16 Schüler unterrichtet. Heute gehen die Kinder nach Intragna in die Elementarschule und nach Losone oder Locarno in die Mittelschule.
Die Kirche und das Dorf erwecken den Eindruck eines gewissen Wohlstandes. Um 1630 begannen die Rasaner nach Livorno auszuwandern, wo sie ein Monopol als Lastenträger im Hafen besassen. Andere gingen nach Mailand und Rom und gegen Ende des 19. Jahrhunderts nach Amerika. Die im Dorf verbliebenen Leute, hauptsächlich Frauen und Kinder, widmeten sich der Landwirtschaft. Sie stellten Butter und Käse her und veranstalteten die mazza (Metzgete), räucherten Kastanien und hielten eine Herde von mehreren Hundert Schafen, Kühen und Ziegen (1930 waren es 200 Tiere). Ferner besass jede Familie mindestens ein Schwein. So war für Fleisch und Wurst gesorgt für das ganze Jahr. Fische fanden sich in den nahen Wasserläufen, besonders im Ri di Progia.
Im Weiteren wurden Nüsse gesammelt und zur Gewinnung von Speise- und Lampenöl nach Palagnedra gebracht. Fast alle landwirtschaftlichen Geräte wurden von den Rasanern selbst hergestellt, ebenso die Stoffschuhe (pedüü). Auch die Wolle wurde im Dorf gesponnen, gefärbt und verarbeitet.
Für Nahrungsmittel, die nicht im Ort selbst gewonnen werden konnten, musste man die Läden von Palagnedra, Intragna oder Locarno aufsuchen; selbstverständlich hin und zurück zu Fuss, Sommer und Winter, mit Lasten von 50 kg und mehr. Ein alter Mann erzählte dem Chronisten Carlo Prada, dass man im Winter manchmal bis Losone musste, um Stroh zu kaufen, wenn das Heu knapp wurde – auch das zu Fuss oder auf Skiern. Ein Kalb war sehr wertvoll. Der Verkauf eines Kalbes ermöglichte, sich während eines halben Jahres mit dem Nötigen einzudecken. Ging andererseits ein Tier zu Grunde, hatte dies für die betreffenden Familien schlimme Folgen.
Im Krankheitsfall wurde der Arzt aus Intragna gerufen. Im Allgemeinen wurden jedoch die Kranken nach Corcapolo getragen, wozu der Tragstuhl der Kirche zur Verfügung stand. Die Kinder wurden fast alle zu Hause geboren. Der Wöchnerin, die meistens bis zum letzten Augenblick ihrer Arbeit nachging, stand eine als Hebamme amtierende Frau aus dem Dorfe bei.
Da die italienische Bevölkerung Druck auf die Tessiner Lastenträger ausübte, hob der toskanische Grossherzog Leopold II. im August 1847 das Alleinrecht des Lastentragens in Livorno für immer auf. Das gleiche Schicksal erlitten diejenigen, die am Hof von Florenz Arbeit gefunden hatten, auch sie wurden ihres Postens enthoben. Damit versiegten die guten Einnahmequellen, und die Abwanderung der Jungen begann. Innert fünfzig Jahren verminderte sich die Bevölkerung um die Hälfte. Im Jahr 1971 bestand Rasa nur noch aus zwölf Ansässigen. Damals wurde es als Gemeinde aufgehoben und gehörte fortan zu Intragna.

### Einwohnerentwicklung
Einwohnerzahlen: Volkszählungsdaten  bei den Volkszählungen 1824/1836/1850 und 1860 wurden für Rasa keine Daten erhoben (Teil der Gemeinde Palagnedra)
Während Rasa um 1500 rund 200 und um 1900 rund 300 Einwohner zählte, waren es 1970 nur noch 11. Seit 1962 wurden mehrere verlassene Häuser zum Campo Rasa, einem christlichen Bildungs- und Ferienzentrum der Vereinigten Bibelgruppen saniert, umgebaut und neu genutzt, was zur Belebung der Ortschaft, des Dorflebens und der Berglandwirtschaft beitrug.

## Sehenswürdigkeiten

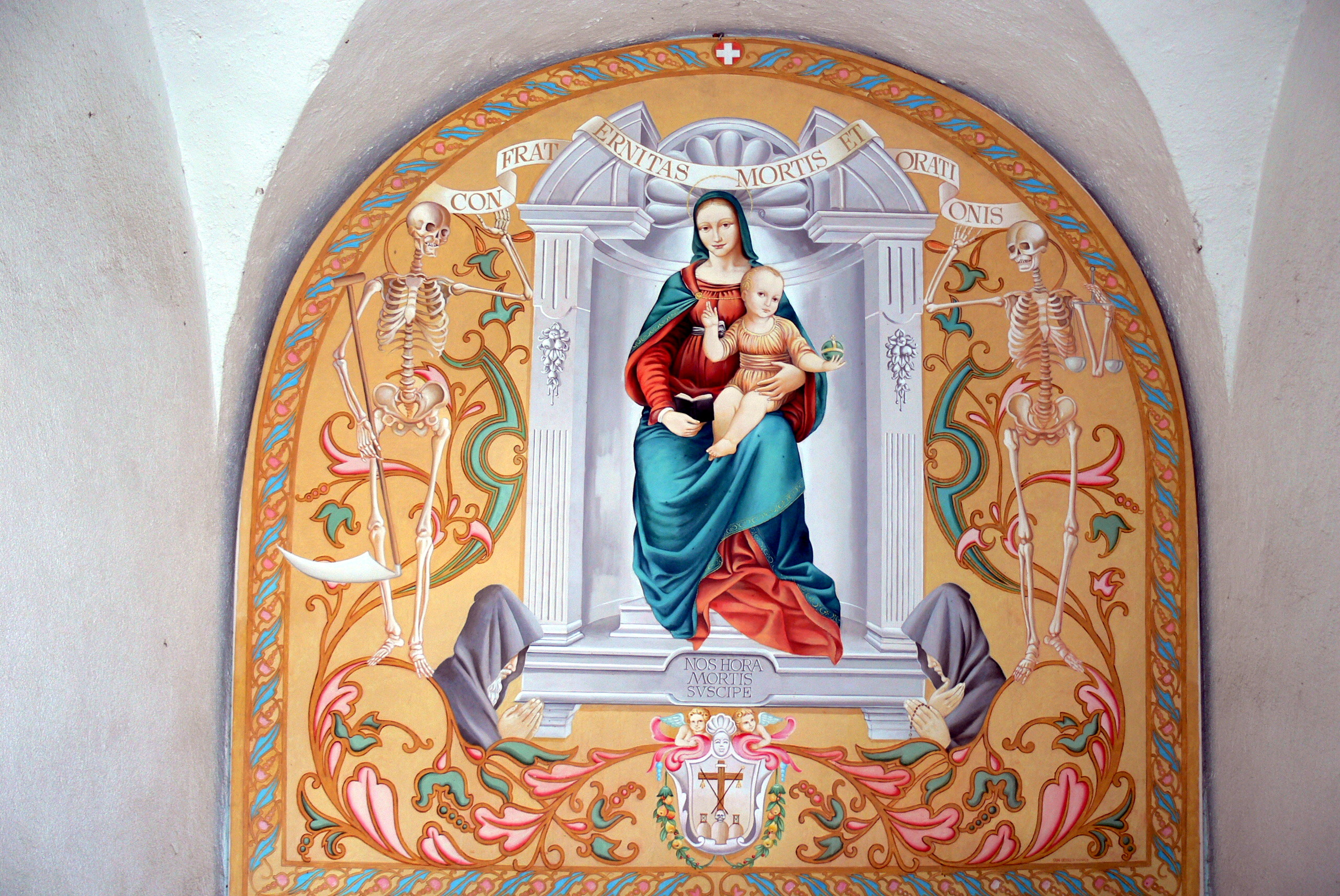
Marienbruderschaft zum Totengedenken

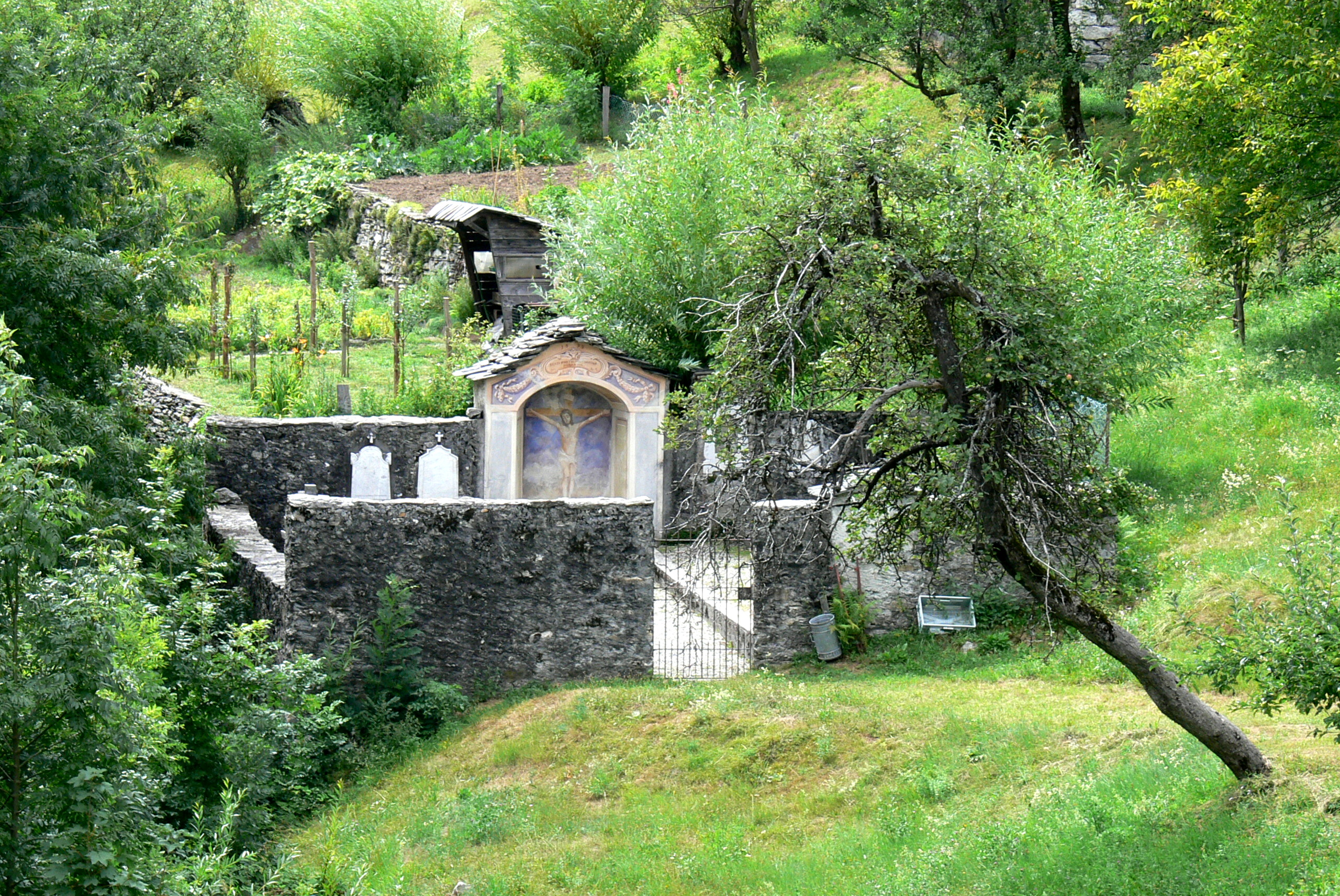
Friedhof

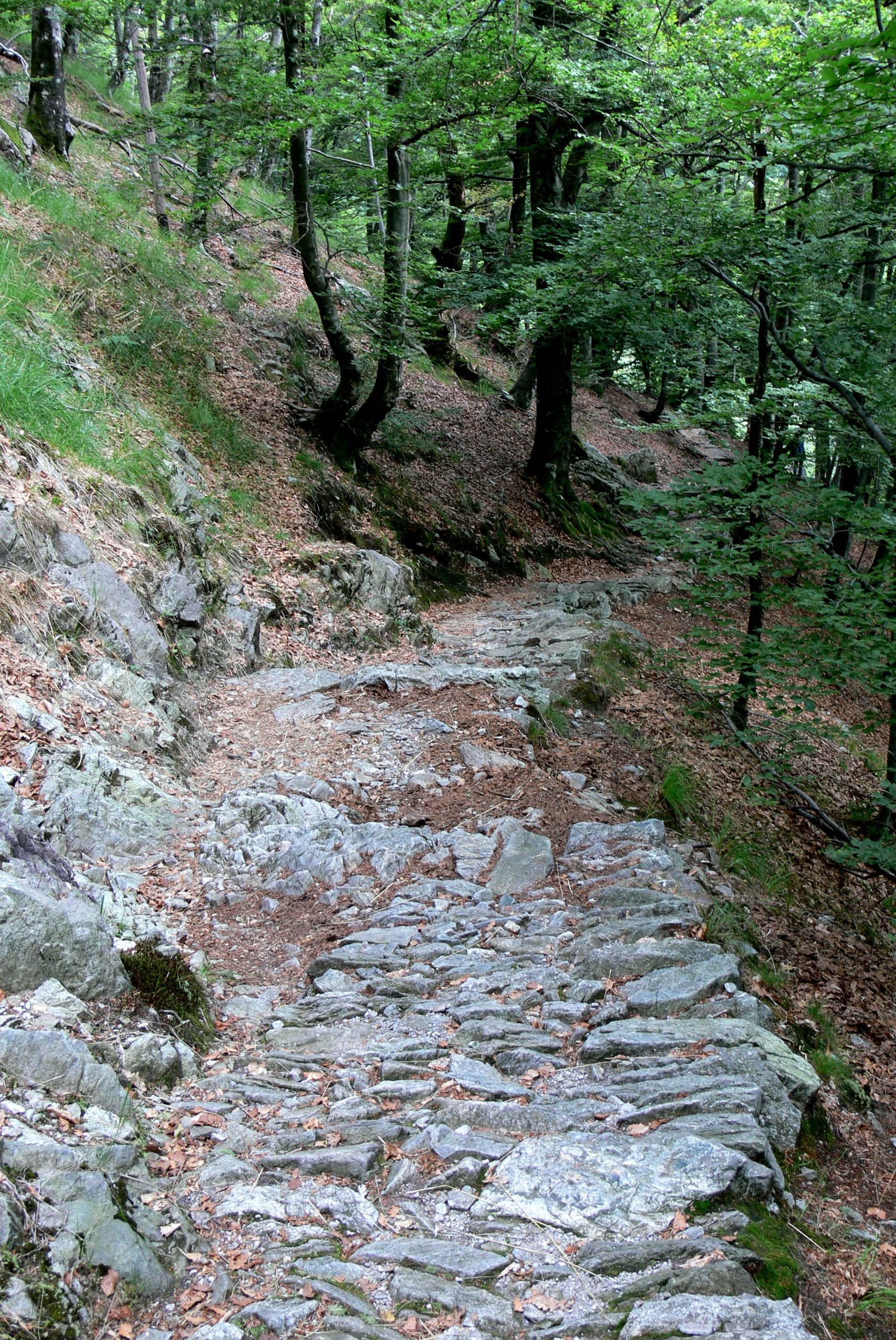
Weg zum Ort

- Ortsbild: Das Dorf ist ein gut erhaltenes Tessinerdorf. Es ist im Inventar der schützenswerten Ortsbilder der Schweiz (ISOS) eingetragen.[7]
- Die Pfarrkirche Sant’Anna ist ein einschiffiger Bau mit Seitenkapellen und quadratischem Chor, 17,5 m lang und 10 m breit, einschiffig mit drei Altären. Der Bau wurde nach Plänen von Filippo Martinola am 5. August 1747 begonnen und am 11. November 1753 fertiggestellt; die Malereien stammen aus dem 19. Jahrhundert. Die Altäre wurden von den Rasanern gestiftet, als sie in Florenz und Livorno noch Arbeit hatten. Die Kirche ist mit einer Orgel ausgestattet, die 1840 von Pietro Minoletti aus dem Valle Vigezzo gebaut wurde. Sie kostete 1548.11 Lire einschliesslich der Kantorei, die später von Antonio Ciseri im Stil des 16. Jahrhunderts bemalt wurde. Man erzählt, dass ihm für diese Arbeit ein Zicklein geschenkt wurde. Dank des Kirchenrates und verschiedener Vergabungen konnte die Orgel 1983 von Italo Marzi aus Bergamo restauriert werden.[2][3]

Ein Gesetz von 1842 verbot den Brauch, die Toten in der Kirche beizusetzen. So wurde ein Friedhof neben der Kirche von Terra Vecchia angelegt, gegen Ende des 19. Jahrhunderts in Rasa. 1764 wurde der Glockenturm erbaut, 1747 schon erwarben die Rasaner die erste Glocke, 1774 die zweite. Diese wurde in Intra gegossen und kostete 1700 Lire. Für die dritte Glocke, ebenfalls in Intra gegossen, wurde zwei Jahre später 736 Lire bezahlt. Doch die Leute fanden diese Glocken zu klein; so wurden sie 1836 in der Giesserei des Antonio Maria Comerio in Malnate eingeschmolzen. Die fünf neuen, grösseren Glocken kosteten 5659 Lire.
1779 wurde die Turmuhr mit Gewichten eingebaut. Später wurde sie durch eine elektrische Uhr ersetzt.
1778 malte Antonio Caldelli aus Brissago den Hintergrund des Chores. Bemerkenswert ist ebenfalls das grosse Ölgemälde, das die heilige Anna, den heiligen Jakob und Maria als Kind darstellt. Es ist das Werk von Pietro Ligari aus Sondrio (* 18. Februar 1686 in Ardenno; † 6. April 1752 in Sondrio). Es wurde 1750 vom Pfarrer Domenico Borga gestiftet, der es von der Kirche Borgo Canale in Bergamo für 22 Goldzechinen erstanden hatte
- Brücke von Salmina: Gegen Ende des 18. Jahrhunderts beschlossen die Einwohner von Corcapolo, eine Brücke über die Melezza zu bauen. Mit grossem Kräfte- und Kostenaufwand wurde das Werk vollendet; die Brücke brach jedoch am Tag der Belastungsprobe zusammen. So musste der Fluss weiterhin auf gefährlichen Stegen überstiegen oder durchwatet werden; es passierten nicht wenige Unfälle. 1871 begannen der Schreiner Domenico Maggini und der Hufschmied Gottardo Cavalli mit Hilfe anderer Handwerker den Bau einer neuen Brücke. Am 13. Juli 1873 wurde diese erste an Drahtseilen aufgehängte Brücke des Kantons Tessin eingeweiht. 1976 wurde sie durch eine Neukonstruktion ersetzt.[2][3]

## Wirtschaft und Infrastruktur
Luftseilbahn Verdasio–Rasa
Schon 1928 sprach man davon, Rasa als letzten Ort des Tessins mittels einer Strasse oder Seilbahn zu erschliessen. Die Entscheidung fiel zugunsten der Seilbahn, die 1957 erbaut wurde. 1978 sprach der Grosse Rat des Kantons Tessin einen Kredit von 1'000'000 Schweizer Franken, und am 4. Mai 1979 wurde die renovierte Pendelbahn mit doppelter Nutzlast in Betrieb genommen. 1982 wurden bereits über 50'000 Personen transportiert.

## Persönlichkeiten
- Giovanni Borga (* 22. März 1657 in Rasa; † 3. Januar 1716 in Mosogno), Priester, Pfarrer in Mosogno[9]
- Antonio Maria Borga (* 3. Mai 1722 in Rasa; † 1768 in Venedig), Priester, Pfarrer von Cavernago und Lepreno, Fraktion der Gemeinde Serina und Dichter[10][11][12][13]
- Geremia Simoni (* 1855; † 12. Februar 1929 in Zürich), Arzt in Cevio, Locarno und seit etwa 1906 in Zürich; Tessiner Grossrat, Verfassungsrat 1892.[14]